# Lonsdale Cemetery
Le Lonsdale Cemetery est un cimetière militaire de la Première Guerre mondiale, situé sur le territoire de la commune d'Authuille, dans le département de la Somme, au nord-est d'Amiens.

## Localisation
Ce cimetière est situé en pleine campagne à 1,5 km à l'est du village. On y accède par la route goudronnée qui prolonge la rue Bustière, puis un sentier gazonné sur une centaine de mètres. À 1 km au nord, on aperçoit le mémorial de Thiepval.

## Histoire

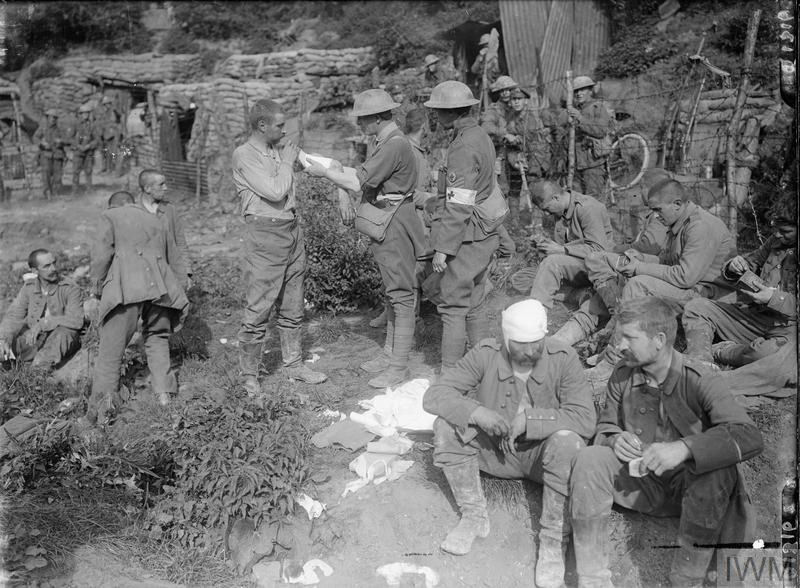
Prisonniers allemands blessés et soldats britanniques au camp de prisonniers de guerre d'Authuille, septembre 1916. © IWM (Q 1316).

Le 1er juillet 1916, premier jour de la bataille de la Somme, la 32e division britannique, qui comprenait notamment le 11e bataillon (Lonsdale) du Border Regiment (d'où le cimetière tire son nom), attaqua la ligne allemande à cet endroit et prit d'assaut le saillant de Leipzig, mais fut contraint de se retirer plus tard dans la journée.
Au printemps 1917, après le retrait des Allemands sur la ligne Hindenburg, le secteur ne se trouvant plus à proximité du front, le Ve corps britannique édifia à cet endroit le Lonsdale Cemetery n°1, qui contenait alors 96 tombes. Après l'armistice, des tombes isolées ou provenant de petits cimetières, proches du champ de bataille, seront rassemblées ici. Il s'agit, en grande partie, des corps d'hommes tombés en 1916 lors de la bataille de la Somme. 
Le cimetière de Lonsdale contient maintenant 1 541 sépultures du Commonwealth dont 816 ne sont pas identifiées.

## Galerie

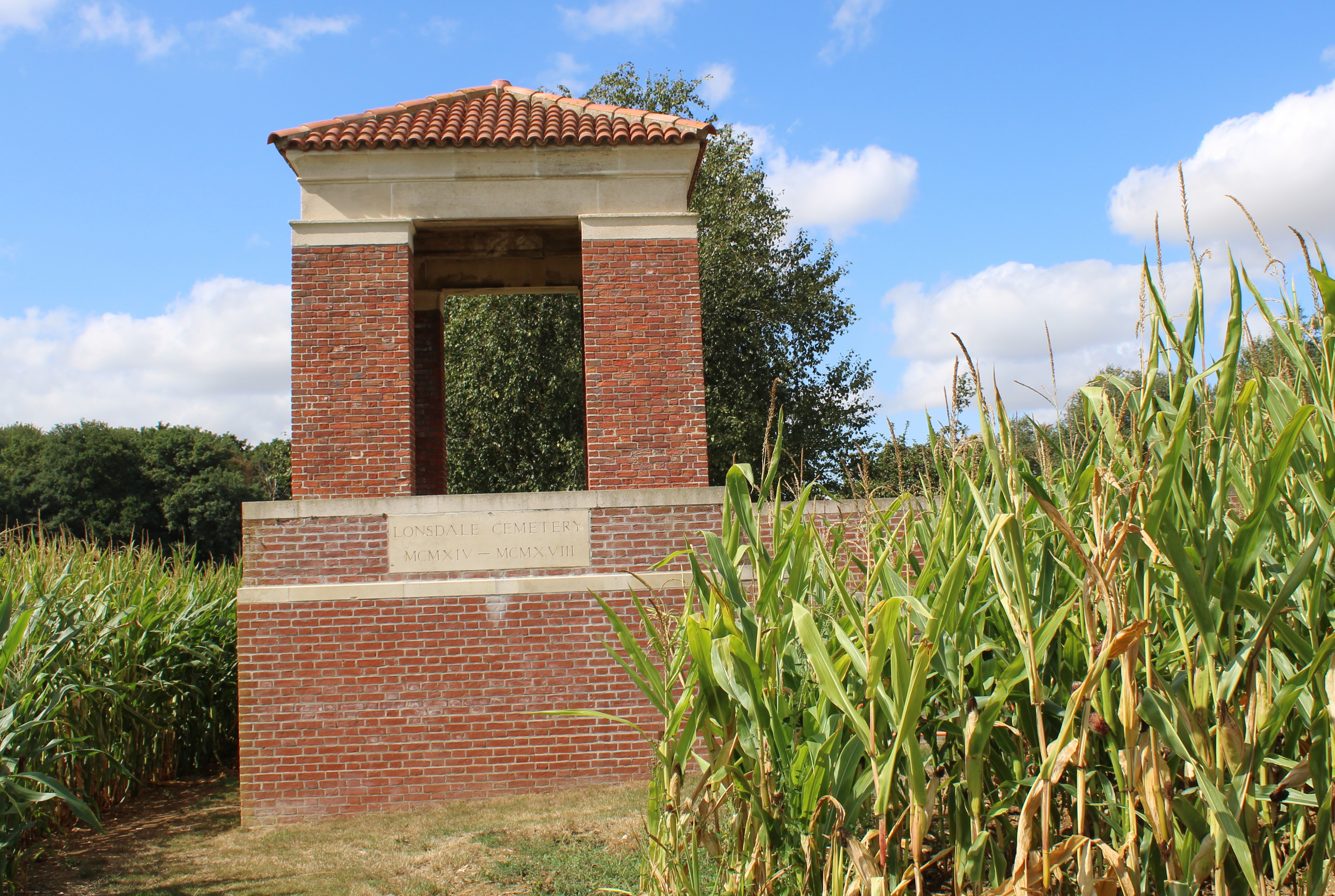
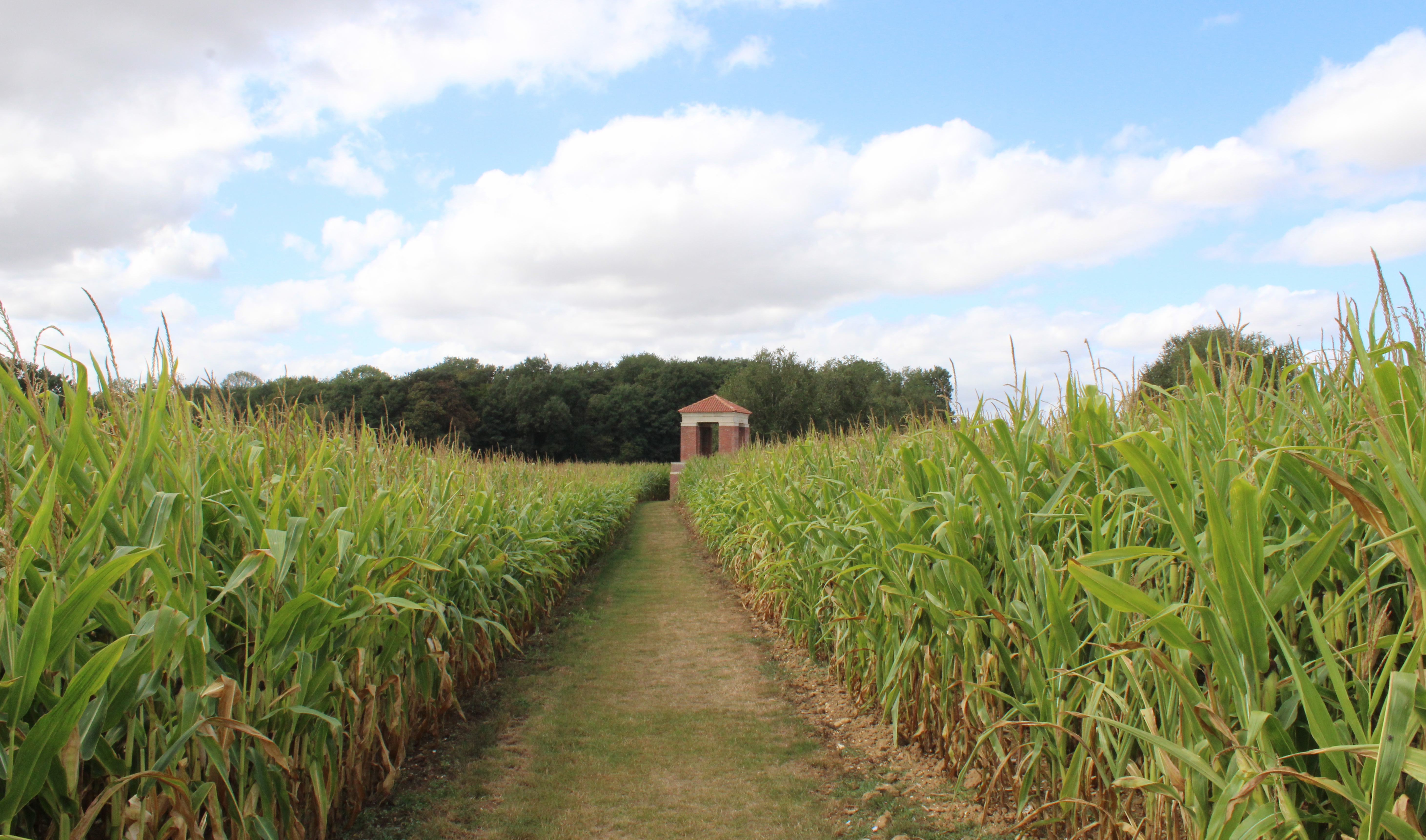
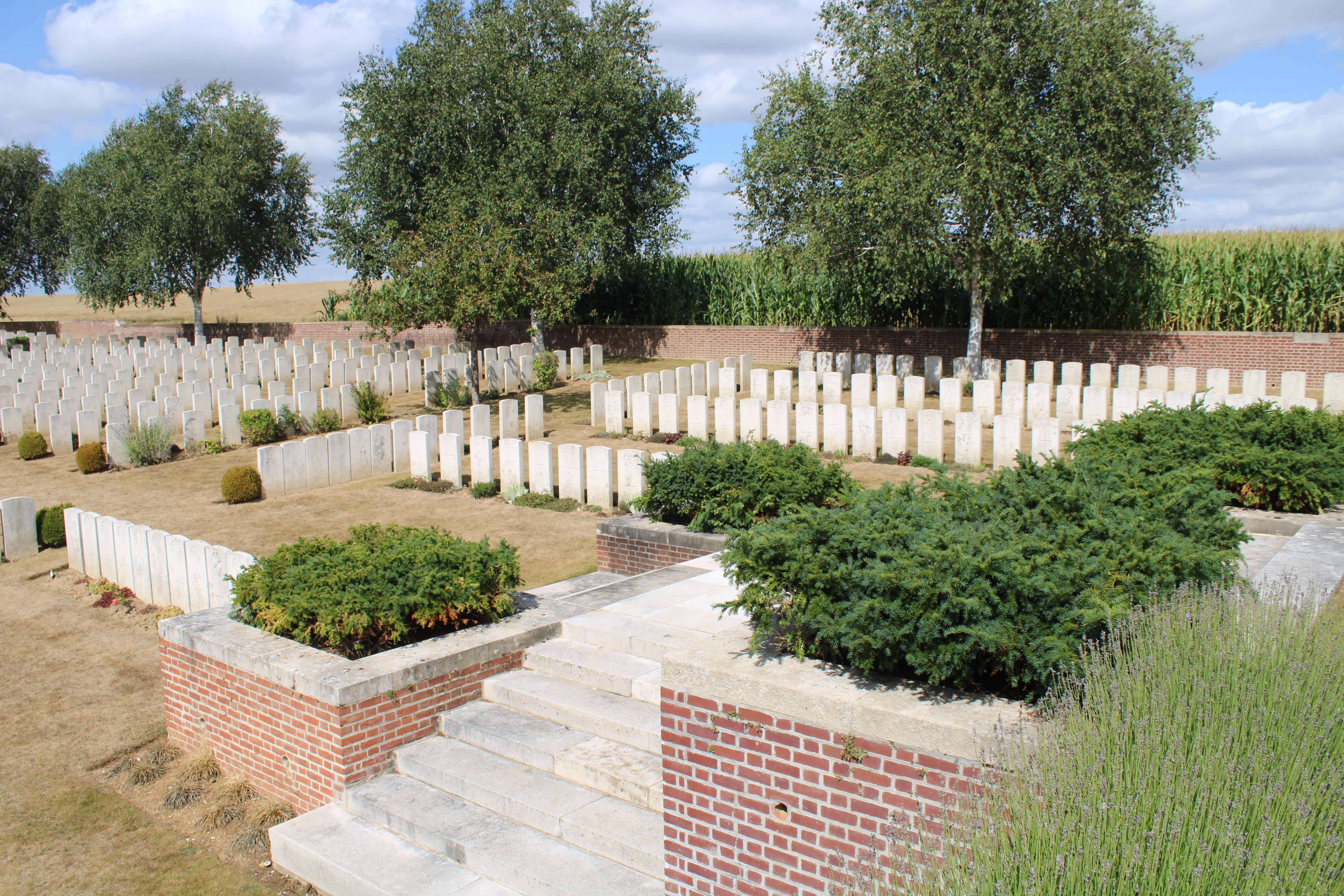
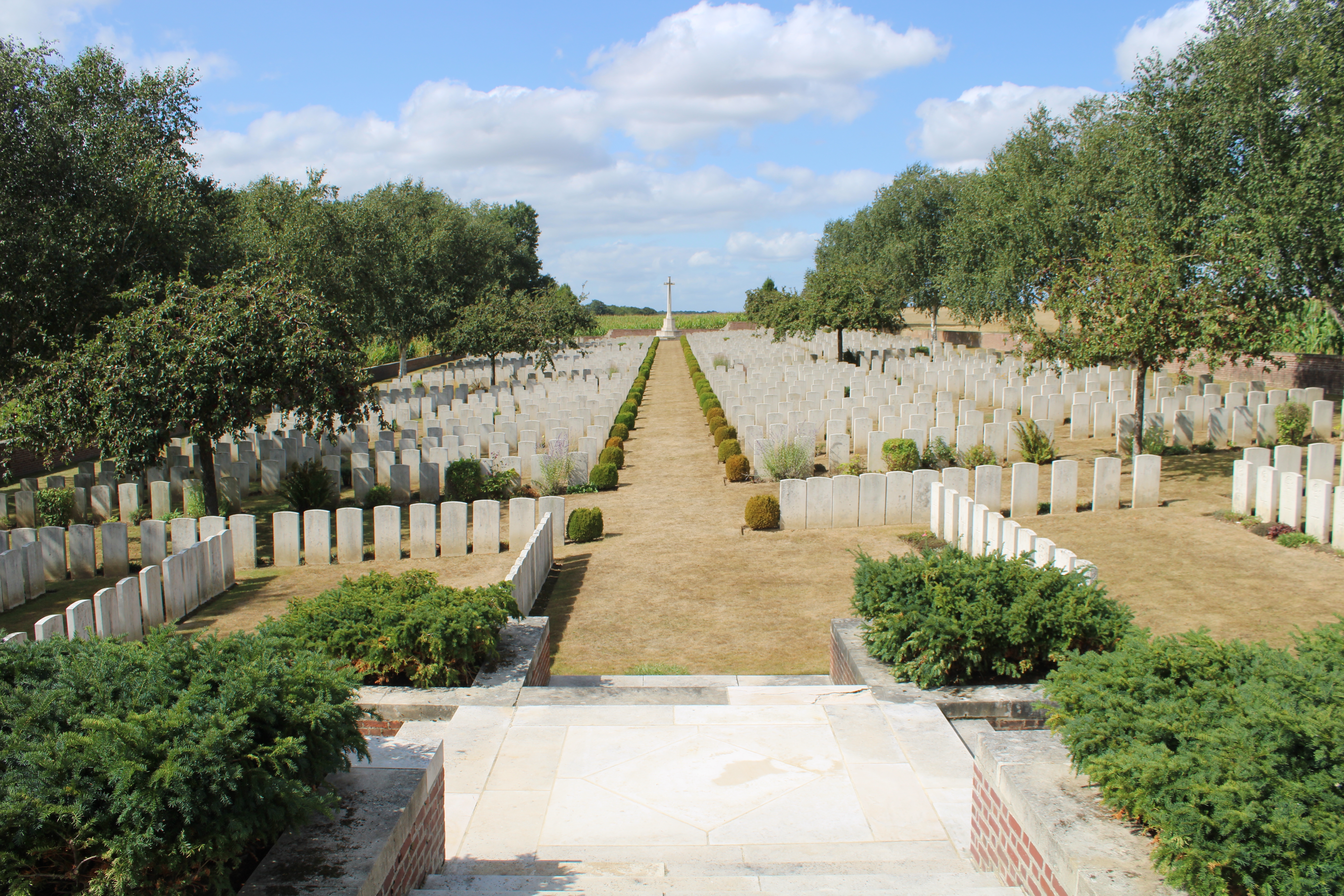
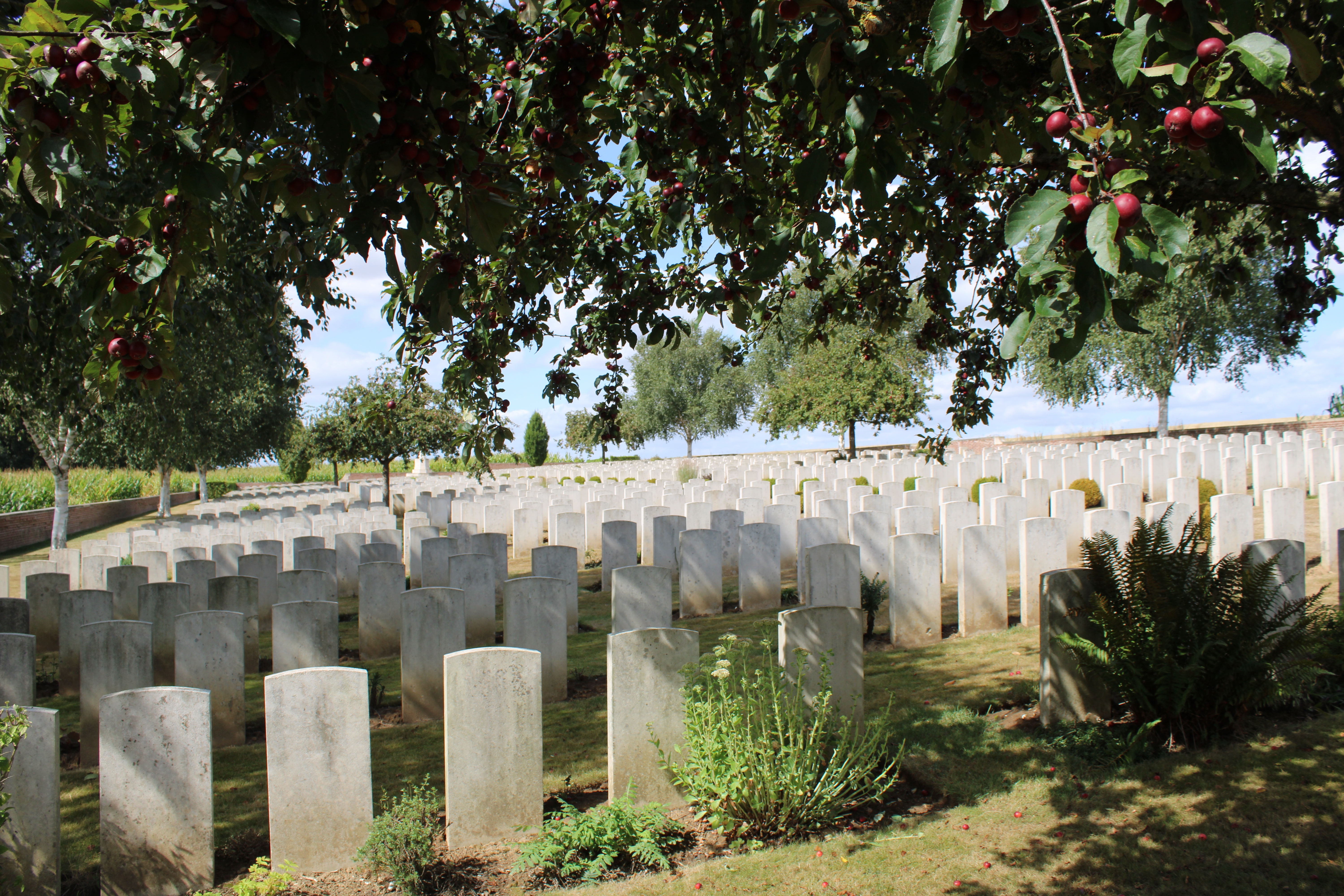
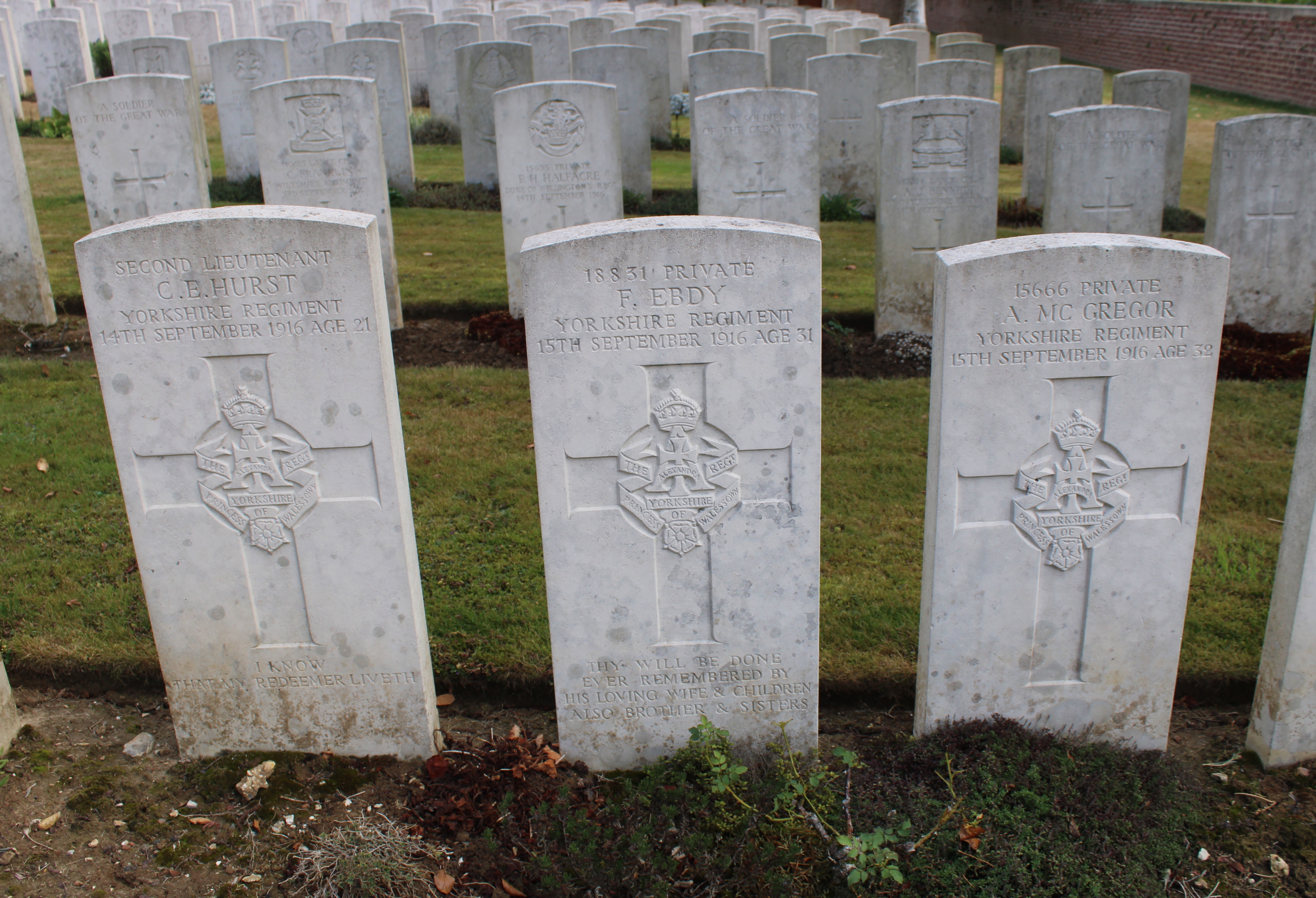

## Caractéristiques
Le cimetière a un plan rectangulaire de 100 m sur 30. Il est entouré d'un mur de briques.
Le cimetière a été conçu par Sir Herbert Baker.

## Sépultures
| Pays        | Sépultures |
| ----------- | ---------- |
| Royaume-Uni | 1 537      |
| Australie   | 4          |
| Allemagne   | 1          |
| Total       | 1 542      |